# Lemberg (Mosela)
Lemberg é uma comuna francesa na região administrativa do Grande Leste, no departamento de Mosela. Estende-se por uma área de 10.94 km², e possui 1.443 habitantes, segundo o censo de 2018, com uma densidade de 130 hab/km².